# طفيفات التحول

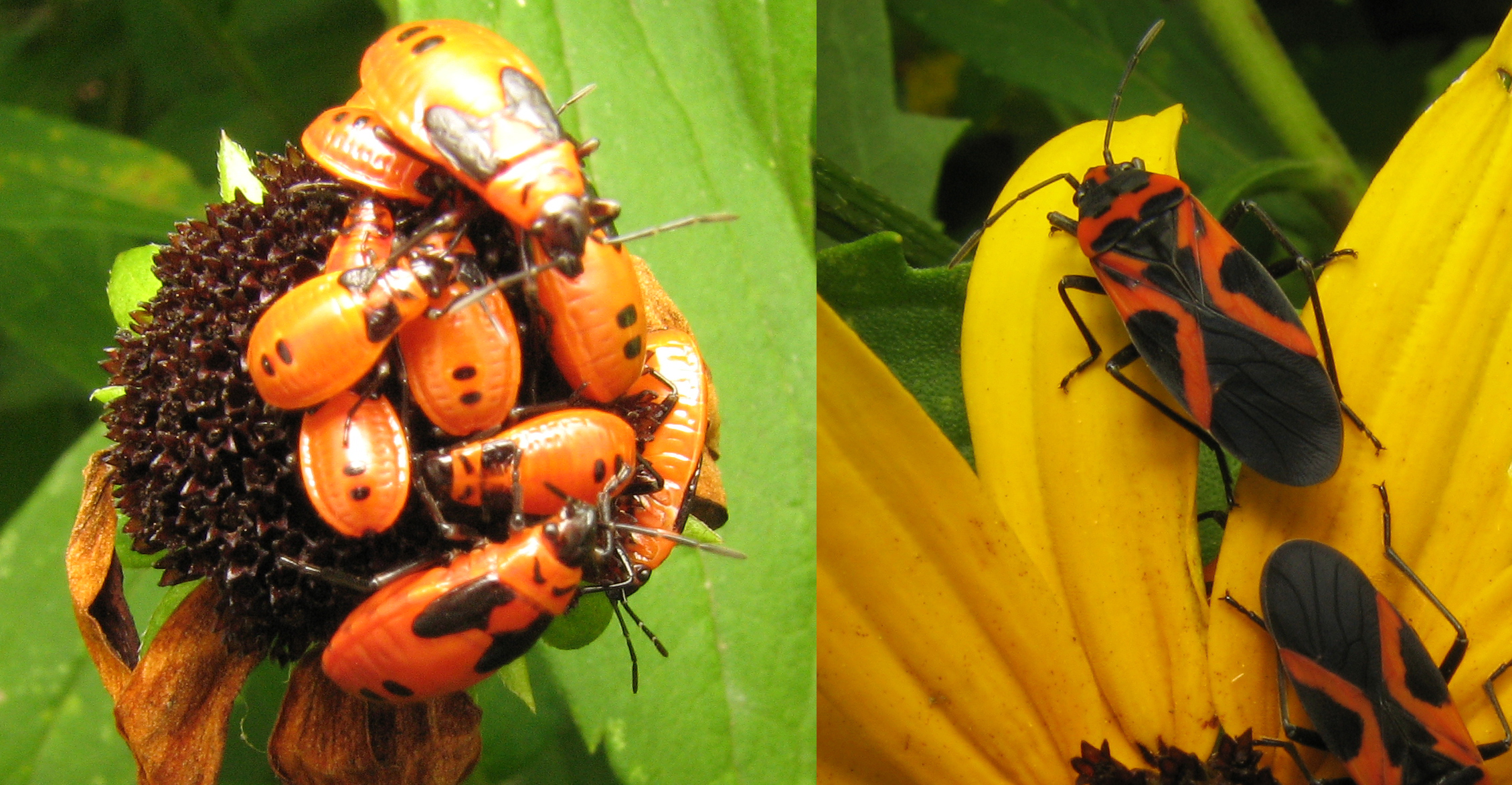

طفِيفاتُ التحوُّلِ أو التطور الناقص أو ذات تحول نصفى مصطلح يصف دورة حياة مجموعة حشرات مجنحة، ويتألف من ثلاثة أطوار، هي البيضة التي تفقس منها حوراء تشبه اليافعة (الحشرة البالغة) لكنها أصغر منها ولا تمر بمرحلة اليرقة، حيث لها منذ البداية أرجل وعيون مركبة وبدايات أجنحة؛ وخلال نموها تمر بعدة عمليات انسلاخ حتى تتحول إلى يافعة.
من الأمثلة على الحشرات ذات التطور الناقص الصراصير والجراد.